# Lake Karangata
Der Lake Karangata ist ein See in der Region des Gisborne District auf der Nordinsel von Neuseeland.

## Geographie

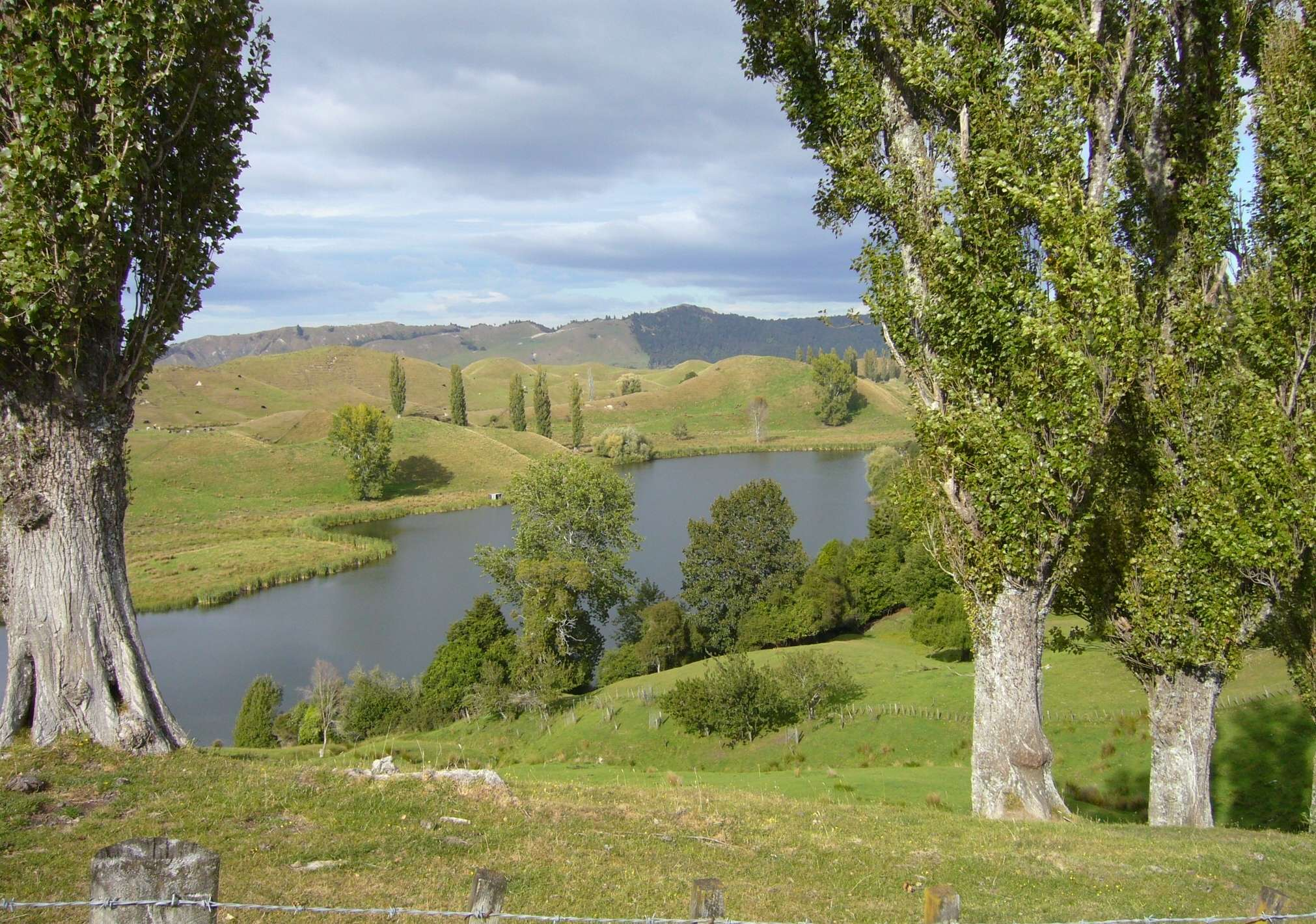
Lake Karangata, 2007

Der Lake Karangata befindet sich rund 40 km westsüdwestlich von Gisborne und rund knapp 2 km bis rund 1,8 km östlich bis nordöstlich des Hangaroa River. Der See besitzt in seiner Wellenform eine Ost-West-Ausrichtung und umfasst bei einem Seeumfang von rund 2 km eine Fläche von 10,1 Hektar. Die Länge des Sees bemisst sich auf rund 840 m und an seiner breitesten Stelle auf rund 150 m in Nord-Süd-Richtung.
Gespeist wird der Lake Karangata hauptsächlich von einigen wenigen von Osten kommenden Bächen, wohingegen die Entwässerung des Sees an seinem westlichen Ende in den Mangamate Stream erfolgt. Dieser mündet nach rund 3 Flusskilometern in den Hangaroa River.